# Giannīs Spanoudakīs
Iōannīs Spanoudakīs, detto Giannīs (in greco Ιωάννης "Γιάννης" Σπανουδάκης?; La Canea, 1931 – Atene, 10 giugno 2010), è stato un cestista e allenatore di pallacanestro greco.
Era il fratello di Alekos Spanoudakīs.

## Palmarès

### Giocatore
- Campionato greco: 2

Olympiacos: 1948-49, 1959-60

### Allenatore
- Campionato greco: 2

Olympiacos: 1948-49, 1959-60